# 진태구
진태구(1945년 11월 30일~)는 대한민국의 정치인이다. 제9·10·12대 충청남도 태안군수를 지냈다.

## 역대 선거 결과
|  | 34.39% |

|  | 33.24% |

|  | 46.96% |

|  | 40.14% |

|  | 44.01% |

| 전임 윤형상 | 제9·10대 충청남도 태안군수 2002년 7월 1일~2010년 6월 30일 | 후임 김세호 |

| 전임 김세호 | 제12대 충청남도 태안군수 2011년 4월 27일~2014년 6월 30일 | 후임 한상기 |